# ET Andromedae
Désignations
ET Andromedae (en abrégé ET And) est une étoile binaire de la constellation d'Andromède. Elle possède une magnitude apparente de 6,48, ce qui la place à la limite nominale de la visibilité à l'œil nu. La distance du système peut être estimée à partir de son décalage de parallaxe annuel de 5,42 mas, ce qui donne une valeur de ∼ 602 a.l. (∼ 185 pc).
Les variations de la vitesse radiale de ET Andromedae suggèrent qu'il s'agit d'une binaire spectroscopique à raies simples. Cela donne des éléments orbitaux avec une période orbitale de 48,3 jours et une excentricité de 0,50. La valeur a sin i pour le primaire est de 14,8 Gm (0,099 ua), où a est le demi-grand axe et i est l'inclinaison orbitale (inconnue).
Le composant visible est une étoile magnétique chimiquement particulière bien étudiée avec un type spectral de A0 Vp SiSr. La notation SiSr indique des abondances inhabituelles de silicium et de strontium dans le spectre. Elle a un champ magnétique stellaire avec une valeur de surface moyenne de 3,2 kT. L'abondance du silicium varie en fonction de l'angle de vue. C'est une étoile variable de type Alpha2 Canum Venaticorum avec une période de 1,618 875 jour.